# 小西良輝
小西 良輝 （こにし よしてる、1969年8月4日 - ）は、京都府南丹市出身のモーターサイクル・ロードレースライダー。
高校生時代は京都の走り屋仲間にこの人ありと噂されるほどの人物。
2003年、2007年、2008年の3回、全日本ロードレース選手権ST600クラス年間チャンピオンを獲得。 2010年は全日本ロードレース選手権に新たに設けられたJ-GP2クラスに参戦し初代チャンピオンを獲得した。当初は翌年も参戦を続行する方針だったが、同年12月に翌シーズンのレース参戦を見送ることを明らかにし、電撃的に現役引退を発表した。
引退後もミニバイクレースなどスポーツ走行の人口減少を憂い数々の活動を行う。
（自らの名を冠するミニバイクレースの開催等）

## 戦績
- 2001年 全日本ロードレース選手権 ST600　ランキング11位（最高位2位） Team HARC-PRO.から参戦（ホンダ）
- 2002年 全日本ロードレース選手権 ST600　ランキング3位（3勝） Team HARC-PRO.から参戦（ホンダ）
- 2003年 全日本ロードレース選手権 ST600　年間チャンピオン（3勝） Team HARC-PRO.から参戦（ホンダ）
- 2004年 全日本ロードレース選手権 JSB1000　ランキング6位（最高位3位2回） Team HARC-PRO.から参戦（ホンダ）
- 2005年 全日本ロードレース選手権 JSB1000　ランキング10位  プレクサス&HARC-PRO.から参戦（ホンダ）
- 2006年 全日本ロードレース選手権 JSB1000　ランキング13位  Team HARC-PRO.から参戦（ホンダ）
- 2007年 全日本ロードレース選手権 ST600　年間チャンピオン（3勝）　急募.com HARC-PRO.から参戦（ホンダ）
- 2008年 全日本ロードレース選手権 ST600　年間チャンピオン（5勝）　急募.com HARC-PRO.から参戦（ホンダ）
- 2009年 全日本ロードレース選手権 ST600　ランキング5位（2勝）　MuSASHi RTハルクプロから参戦（ホンダ）
- 2010年 全日本ロードレース選手権 JSB1000/J-GP2　MuSASHiRTハルク・プロからJ-GP2で参戦（ホンダ）